# Hulhudhoo
Hulhudhoo är en del av en ö i Maldiverna. Den ligger i den södra delen av landet. Arean är 3,9 kvadratkilometer.
Terrängen på Hulhudhoo är mycket platt. Öns högsta punkt är 11 meter över havet. Den sträcker sig 6,8 kilometer i nord-sydlig riktning, och 3,1 kilometer i öst-västlig riktning.
Följande samhällen finns på Hulhudhoo:
- Meedhoo